# جولي أندم
جولي أنديم (بالنرويجية البوكمول: Julie Andem)‏ واسمها الكامل (جولي أنيت روفيلستاد أنديم من مواليد 4 يوليو 1982) هي سيناريست ومخرجة ومنتجة تلفزيون نرويجية. عُرِفت بتأليفها وإخراجها للمسلسل التلفزيوني الشبابي الشهير سكام (2015–2017) لموقع شبكة إنترنت هيئة الإذاعة النرويجية وقناة NRK.
في 2016 فازت جولي أنديم بالعديد من الجوائِز كما حصد المسلسل خمس جوائز الشاشة الذهبية أبرزها أفضل مسلسل تلفزيوني، أفضل عرض جديد، ابتكار العام، ممثلون صاعدون جدد للسنة وأفضل تحرير سينمائي لدراما تلفزيونية. حطم المسلسل أرقام مشاهدات قياسية على المستوى الدولي في النرويج ودول الشمال والصين كما تم ترشيحها لجائزة الدراما التليفزيونية الأكثر مبيعاً بعد أن تم بيع حقوق المسلسل في عدد من الدول الأوروبية فيما يجري إنتاج النسخة الأمريكية من المسلسل للولايات المتحدة وكندا تحت عنوان Shame بقيادتها كمولفة ومخرجة للعمل.

## أعمالها
- 2015 – 2017 : عار (مسلسل 2015)

## روابط خارجية
- جولي أندم على موقع IMDb (الإنجليزية)
- جولي أندم على موقع قاعدة بيانات الفيلم (الإنجليزية)